# Le Non de Klara
Le Non de Klara est un roman de Soazig Aaron publié le 28 janvier 2002 aux éditions Maurice Nadeau et ayant obtenu la même année le prix Goncourt du premier roman.

## Résumé
Le roman est la reproduction du journal intime d'Angélika, la belle sœur de Klara. La forme du journal intime, aux vertus thérapeutiques pour son auteur, fait entrer dans une intimité douloureuse à travers le regard d'une déportée ayant survécu à la déportation et aux camps de concentration.

## Adaptation
Le roman est adapté au théâtre en 2012 dans une mise en scène de Patricia Houyoux, sur un texte coécrit par Soazig Aaron elle-même et Carole Drouelle.

## Éditions
- Le Non de Klara, éditions Maurice Nadeau, 2002  (ISBN 978-2862311722)